# Kitzenried
Kitzenried ist ein Ortsteil des Marktes Neukirchen-Balbini im Landkreis Schwandorf des Regierungsbezirks Oberpfalz im Freistaat Bayern.

## Geografie
Kitzenried liegt am Kitzenrieder Bach, 2 Kilometer nordwestlich von Neukirchen-Balbini und 1 Kilometer südlich der Staatsstraße 2040.

## Geschichte
Kitzenried (auch: Chicrivt. Kietzriet, Khietzriedt, Küzrieth, Kützriedt, Küzenried, Küzenrieth, Kützenried) wurde im Herzogsurbar von 1285 als zum Amt Nittenau gehörig verzeichnet. Es fehlt im Herzogsurbar von 1326, wo das Amt Nittenau unter dem Amt Wetterfeld aufgeführt wurde. Später gehörte Kitzenried dann zum Amt Neunburg vorm Wald.
Neunburg wurde zu Beginn des 16. Jahrhunderts in ein Inneres und ein Äußeres Gericht unterteilt. Das Innere Gericht umfasste den Ostteil des Gebietes und das Äußere Gericht den Westteil. Die Grenze zwischen Innerem und Äußerem Gericht verlief von Norden nach Süden: Die Ortschaften Oberauerbach, Fuhrn und Taxöldern gehörten zum Äußeren Amt, während Grasdorf, Luigendorf und Pingarten zum Inneren Amt gehörten. Kitzenried gehörte zum Inneren Amt. Laut Musterungsregister hatte es 1522 und 1572 jeweils 6 Mannschaften.
Kitzenried hatte laut Amtsverzeichnis von 1622 3 Höfe, 3 Güter, 1 Sölde, 1 Inwohner. 1631 wurden für Kitzenried aufgeführt 4 Höfe, 2 Güter, 1 Söldenhäusel, 2 Inwohner (darunter 1 Schäfer), 57 Rinder, 57 Schafe, 2 Ziegen, 4 Bienenstöcke. Die Steuer betrug 25 Gulden 22¼ Kreuzer. 1661 hatte Kitzenried 4 Höfe, 2 Güter, 1 Gütel, 1 Häusel (öde), 1 Inwohner, 56 Rinder, 1 Schwein, 2 Schafe, 5 Ziegen. Zum Kloster Walderbach: 1 Hof, 1 Pferd, 9 Rinder, 1 Schwein und laut Musterungsregister 6 Mannschaften, 3 unverheiratete und 3 verheiratete Männer. Die Steuer betrug 13 Gulden 3¼ Kreuzer. 1667 war 1 Höfel in Kitzenried ein pertolzhofenisches Erblehen. 1762 waren für Kitzenried verzeichnet 8 Anwesen, 1 Nebenhäusel, 1 Hüthaus, 7 Inwohner (darunter 4 Tagwerker, 1 Hüter), insgesamt 13 Herdstätten. 1783 wurde Kitzenried als Dorf erwähnt. 1785 zahlte Kitzenried Geld- und Naturalzins von 1 vererbbaren Häusel an das Amt. 1808 hatte Kitzenried 8 Anwesen, darunter ein Gemeinde-Hüthaus. Eigentümer waren Vötter, Deml, Ochsenbaur, Gleixner, Troidl, Lehner, Grasmann.
1808 wurde die Verordnung über das allgemeine Steuerprovisorium erlassen. Mit ihr wurde das Steuerwesen in Bayern neu geordnet und es wurden Steuerdistrikte gebildet. Dabei kam Kitzenried zum Steuerdistrikt Kleinwinklarn. Der Steuerdistrikt Kleinwinklarn bestand aus den Ortschaften Kleinwinklarn mit 15 Anwesen, Boden mit 10 Anwesen, Jagenried mit 8 Anwesen, Kitzenried mit 7 Anwesen, Poggersdorf mit 5 Anwesen, Wolfsgrub mit 3 Anwesen, Etzmannsried mit 2 Anwesen, Stadlhof mit 1 Anwesen.
1820 wurden im Landgericht Neunburg vorm Wald Ruralgemeinden gebildet. Dabei kam Kitzenried zur Ruralgemeinde Kleinwinklarn. Zur Ruralgemeinde Kleinwinklarn gehörten die Dörfer Kleinwinklarn mit 14 Familien und Kitzenried mit 8 Familien, der Weiler Wolfsgrub mit 2 Familien und die Einöde Kleinwinklarnermühle mit 1 Familie.
Im Zuge der Gebietsreform in Bayern wurde 1972 die Gemeinde Kleinwinklarn aufgelöst und die Gemeindeteile Kitzenried und Wolfsgrub wurden nach Neukirchen-Balbini eingemeindet. Kleinwinklarn und Oberlangenried wurden nach Neunburg vorm Wald umgegliedert.
Kitzenried gehörte zunächst zur Pfarrei Penting, ab 1871 zur Pfarrei Neukirchen-Balbini. 1997 hatte Kitzenried 46 Katholiken.

## Einwohnerentwicklung ab 1809
| Jahr | Einwohner  | Gebäude |
| ---- | ---------- | ------- |
| 1809 | 60         | k. A.   |
| 1820 | 8 Familien | k. A.   |
| 1838 | 49         | 8       |
| 1861 | 63         | 23      |
| 1871 | 63         | 27      |
| 1885 | 52         | 10      |
| 1900 | 48         | 10      |

| Jahr | Einwohner | Gebäude |
| ---- | --------- | ------- |
| 1913 | 49        | 9       |
| 1925 | 52        | 8       |
| 1950 | 48        | 8       |
| 1961 | 36        | 9       |
| 1970 | 51        | k. A.   |
| 1987 | 50        | 10      |
| 2011 | 44        | k. A.   |

## Denkmalschutz
In Kitzenried 3 steht eine denkmalgeschützte Hofkapelle. Es handelt sich um einen kleinen Rechteckbau mit Satteldach, erbaut 1835/40 und 1945/46 erweitert. Auch ihre Ausstattung steht unter Denkmalschutz. Die Kapelle ist unter der Denkmalnummer D-3-76-146-13 registriert.